# ایستگاه ترمینال ۵ هیترو
ایستگاه ترمینال ۵ هیترو (انگلیسی: Heathrow Terminal 5 station) یکی از ایستگاه‌های خط پیکدیلی متروی لندن و خط هیترو اکسپرس راه‌آهن انگلستان است.
این ایستگاه که در فرودگاه هیترو لندن قرار دارد در سال ۲۰۰۸ میلادی تأسیس شده است.